# Dennis Lyxzén
Dennis Lyxzén (Umeå, 19 giugno 1972) è un cantante e produttore discografico svedese, noto per essere il frontman del gruppo hardcore punk Refused.
Nel 2004 è stato votato come l'uomo più sexy di Svezia da Elle Magazine.

## Biografia
Formò i Refused nel 1991 insieme al batterista David Sandström, al chitarrista Pär Hansson e al bassista Jonas Lindgren. Dopo aver pubblicato tre album, il cui ultimo intitolato The Shape of Punk to Come, nel 1998 il gruppo si sciolse. A seguire Lyxzén ha creato varie band quali The (International) Noise Conspiracy e gli INVSN. È il fondatore dell'etichetta discografica punk rock Ny Våg, attraverso la quale ha pubblicato e prodotto l'album eponimo del 2005 del gruppo punk svedese Regulations.
Nel 2012 riformò i Refused, pubblicando ulteriori due album, Freedom (2015) e War Music (2019).

## Stile musicale
Come frontman, i suoi testi sono fortemente di natura controculturale, con forti prese di posizione socialiste, straight edge e vegan, filosofia che lo stesso Lyxzén segue, mantenendo comunque nei diversi gruppi una notevole varietà di temi.

## Discografia

### Con i Refused
- 1994 – This Just Might Be... the Truth
- 1996 – Songs to Fan the Flames of Discontent
- 1998 – The Shape of Punk to Come
- 2015 – Freedom
- 2019 – War Music

### Con i Final Exit
- 1994 – Teg
- 1997 – Umeå

### Con gli Step Forward
- 1996 – It Did Make a Difference (raccolta)

### Con i The (International) Noise Conspiracy
- 1999 – The First Conspiracy
- 2000 – Survival Sickness
- 2001 – A New Morning, Changing Weather
- 2004 – Armed Love
- 2008 – The Cross of My Calling

### Con gli INVSN
- 1999 – Songs in the Key of Resistance
- 2003 – Songs About Running Away
- 2005 – The Lost Patrol Band
- 2006 – Automatic
- 2010 – Hela världen brinner
- 2011 – Saker som jag sagt till natten
- 2013 – INVSN
- 2017 – The Beautiful Stories
- 2022 – Let the Night Love You

### Con i 93 Million Miles
- 2003 – 93 Million Miles

### Con gli AC4
- 2009 – AC4
- 2010 – Split EP w/ Surprise Sex Attack
- 2010 – Umeå Hardcore
- 2013 – Burn the World